# Jadorf
Jadorf ist ein Ort im Salzachtal im Land Salzburg wie auch Ortschaft und Katastralgemeinde der Gemeinde Kuchl, im Bezirk Hallein (Tennengau).

## Geographie
Der Ort befindet sich etwa 6 Kilometer südöstlich von Hallein, gut 1½ Kilometer nordöstlich von Kuchl. Durch Jadorf fließt der Schöllbach, der ab der Ortsmitte zum Mannsbach wird, der Salzach zu.
Das Dorf Jadorf liegt etwas abseits der Salzach auf um die 470 m ü. A. Höhe. Es bildet eine eigene Ortschaft und hat etwas unter 150 Gebäude mit gut 500 Einwohnern.
Zur umfassenderen Katastralgemeinde Jadorf mit etwa 850 Hektar gehören auch die Ortschaften Moos bei Kuchl, Garnei an der Salzach flussabwärts und Unterlangenberg zwischen Taugl und Außerbühel.
Das entspricht auch dem Zählsprengel Garnei-Jadorf-Moos, der um die 550 Gebäude mit etwa 2000 Einwohnern umfasst, ein Drittel der Gemeindebevölkerung.
| Gamp (KG, Gem. Hallein) Garnei (O) Winkler | Vigaun (KG, Gem. Bad Vigaun)                | Rengerberg (KG, Gem. Bad Vigaun) Taugl (KG, Gem. St. Koloman) Hechbauer |
| Speckleiten                                | Kompassrose, die auf Nachbargemeinden zeigt | Unterlangenberg (O) Wenglippen                                          |
| Moossiedlung Moos (O) Weissenbach (KG)     | Holztechnikum Kuchl ∗ (O u. KG)             | David Georgenberg (O u. KG)                                             |

∗ Die Ortschaft und KG Kuchl grenzt im Südosten ein kurzes Stück beim Holztechnikum an

## Geschichte und Infrastruktur
Die Römerstraße Virunum–Iuvavum, mit dem Mansio (Poststation) Cucullae wohl beim Georgenberg, passierte östlich. In Oberlangenberg sind Spuren der römischen Quadraflur, exakt zum mutmaßlichen nordwest-südöstlichen Straßenverlauf bemessen, bis heute lesbar.
Der Ort ist schon im 13. Jahrhundert urkundlich. Es findet sich 1243 ein „mansum apud Iægerdorf/Iegersdorf“ genannt, 1325 ein „Hof ze Ierdorf“, 1395 Jaerdorf; 1459 „ain Hofstat ze Jerdorf die yetz Hainrich Schawrer Innhat“. Später ist die amtliche Schreibweise Jardorf oder Järdorf. Der Ortsname ist schwer deutbar, er könnte zu einem Personennamen vielfältiger Wurzel stehen. Inwiefern der im Hochmittelalter genannte „Hof zu Jadorf“ der Urhof ist (die Dörfer Kuchls sind meist aus Einzelhöfen hervorgegangen), oder ob hier schon damals eine namengebende Häusergruppe war, ist unklar. 1609 hatte Jadorf 61 steuerpflichtige Einwohner, so viele wie der benachbarte Pfarr- und Marktort Kuchl, und bis nach dem Zweiten Weltkrieg war Jadorf auch etwa genauso groß gewesen. Im Unterschied zum urbaner wirkenden Hauptort hat sich Jadorf seinen dörflichen Charakter bewahrt. Die Anlage als Straßendorf am örtlichen Weg entlang des Mannsbach (früher von Garnei zum Georgenberg, jetzt zum Holztechnikum) ist bis heute erkennbar.
Jadorf liegt etwas abseits der Salzachtal Straße (B159), die Tauernautobahn (A10) ist direkt im benachbarten Speckleiten (Anschlussstelle Kuchl, Exit 22) angebunden.
Im Ort steht ein Löschzug der Freiwilligen Feuerwehr Kuchl.